# Бангладешско-саудовские отношения
Бангладешско-саудовские отношения — двусторонние дипломатические отношения между Бангладеш и Саудовской Аравией. 

## История
В 1947 году Восточная Бенгалия стала частью созданного мусульманского государства Пакистан, который установил прочные отношения с Саудовской Аравией. Когда бенгальские националисты начали вести войну за независимость против пакистанского руководства, Саудовская Аравия оказала поддержку Исламабаду и выступила против предоставления независимости Бангладеш. Саудовская Аравия видела бенгальских националистов как противостоящих мусульманскому государству и, следовательно, противостоящих исламу. Со своей стороны, Бангладеш установил тесные отношения с Индией и Советским Союзом, которые активно поддержали идею о независимости. Первый президент Бангладеш Муджибур Рахман проводил просоветскую политику, что шло вразрез с антикоммунистической позицией саудитов. 
В 1975 году страны установили дипломатические отношения, это произошло после убийства Муджибура Рахмана происламскими офицерами. После смерти Муджибура Пакистан и его союзники установили связи с новым военным режимом Бангладеш, который дистанцировался от традиционных союзников в лице Индии и Советского Союза, установил ислам как государственную религию и отменил запрет на действия многих саудовских религиозных организаций в стране, которые распространяли ваххабизм. Военный режим Зиаура Рахмана и Хуссейна Мохаммада Эршада предпринял шаги по налаживанию прочных коммерческих и культурных связей с Саудовской Аравией. 
С конца 1970-х годов большое количество квалифицированных и неквалифицированных рабочих из Бангладеш эмигрировали в Саудовскую Аравию, в настоящее время число бангладешцев постоянно проживающих в Саудовской Аравии превышает 2,5 млн человек. Большое количество религиозных студентов и священнослужителей также регулярно посещают Саудовскую Аравию для повышения культурного уровня. Являясь одной из самых густонаселенных мусульманских стран, Бангладеш поставляет огромное количество паломников на хадж. В настоящее время Саудовская Аравия стала одним из основных источников финансирования и оказания экономической помощи для Бангладеш.